# Asclepias humistrata
Asclepias humistrata es una especie de planta de la familia de las apocináceas. Es originaria del sudeste de los Estados Unidos. 

## Descripción
Florece a principios de verano. Las flores son de color rosa. Se encuentra en la arena en bosques y colinas . Tiene preferencia por los suelos secos y los lugares soleados. Crece hasta un tamaño de 0,3 a 0,9 metros de altura.

## Taxonomía
Asclepias humistrata fue descrita por Thomas Walter y publicado en Flora Caroliniana, secundum . . . 105. 1788.
Etimología
Asclepia: nombre genérico que Carlos Linneo nombró en honor de Esculapio (dios griego de la medicina), por las muchas aplicaciones medicinales que tiene la planta.
humistrata: epíteto que significa "bajo la capa", en referencia a un hábito a menudo de bajo crecimiento.
Sinonimia
- Asclepias amplexicaulis Michx.[4]